# Hằng số nghiệm sôi
Trong nhiệt động hoá học, hằng số nghiệm sôi, Ks (hay Kb), là đại lượng liên hệ nồng độ molan với độ tăng nhiệt độ sôi. Nó biểu diễn như sau:
{\displaystyle \triangle T=K_{b}*m}
Trong quá trình đo ebullioscopy, người ta dùng hằng số đã biết để tính khối lượng mol của một phân tử chưa biết. Thuật ngữ "ebullioscopy" có nguồn gốc từ tiếng Hy Lạp có nghĩa là "đo nhiệt độ sôi". Và hằng số này có liên quan đến cryoscopy, quyết định giá trị của hằng số nghiệm lạnh (trong độ giảm nhiệt độ đông đặc).

## Một số giá trị Ks
- 0,512 Nước
- 5,03 Carbon tetrachloride
- 3,63 Chloroform
- 2,53 Benzene
- 2,34 Carbon disulfua
- 2,02 Diethyl ether
- 5,95 Camphor
- 3,08 Axit Axetic
- 2,79 Cyclohexan
- 1,07 Ethanol